# Hylomyscus parvus
Hylomyscus parvus — вид гризунів родини мишевих (Muridae). Він зустрічається в таких країнах: Камерун, Центральноафриканська Республіка, Республіка Конго, Демократична Республіка Конго, Габон і, можливо, Екваторіальна Гвінея. Його природне середовище проживання — субтропічні або тропічні вологі рівнинні ліси.

## Морфологічна характеристика
Це дрібний гризун з довжиною голови й тулуба від 56 до 77 мм, довжиною хвоста від 87 до 120 мм, довжиною лапи від 14 до 16 мм, довжиною вух від 13 до 15 мм і вагою до 16 грамів. Спинні частини темно-коричневі, з сірими основами волосків і світлішими боками, а черевні частини коричнево-білі. Вуха великі, округлі, без шерсті. Хвіст значно довший від голови й тулуба, світлий і вкритий дрібними світлими волосками.

## Поведінка
Це деревний і нічний вид. Харчується фруктами та комахами.